# 武雄市立武雄中学校
武雄市立武雄中学校（たけおしりつ たけおちゅうがっこう）は、佐賀県武雄市武雄町富岡にある市立の中学校。

## 概要
歴史
1947年（昭和22年）の学制改革の際に新制中学校として発足した中学校3校（武雄・朝日・橘）が統合され、1949年（昭和24年）に「武雄町朝日村橘村組合立武雄中学校」として設置された。この1町2村は1954年（昭和29年）に合併し、武雄市となった。このため、同時に現校名の「武雄市立武雄中学校」となった。2024年（令和6年）に創立75周年を迎える。
校訓
「自主・理想・真理」
校章
中央に校名の頭文字である「武」を図案化したものを配している。
校歌
歌詞は3番まであり、各番の最後に校名の「武雄中学」が登場する。
校区
以下の小学校の通学区域となる。
- 武雄市立武雄小学校
- 武雄市立御船が丘小学校
- 武雄市立橘小学校
- 武雄市立朝日小学校

## 沿革
前史
- 1941年（昭和16年）- 武雄町国民学校内に「武雄町朝日村組合立実業青年学校」が、武雄駅南に「武雄町朝日村組合立実践女学校」が設置される。後に、朝日国民学校内に、青年学校の分校が設置され、校長は兼任の形をとる。

本史
- 1947年（昭和22年）
  - 4月1日 - 学制改革が行われ、国民学校初等科（6年制）は新制小学校に、国民学校高等科（2～3年制）と青年学校普通科は新制中学校に改組される。
    - 「武雄町立武雄中学校」（1年生は佐賀県立武雄中学校（旧制）・佐賀県立武雄高等女学校に、2年生は武雄町立武雄小学校と青年学校に、3年生は実践女学校に分散して授業を実施。）
    - 「朝日村立朝日中学校」（朝日村立朝日小学校に併設）
    - 「橘村立橘中学校」（橘村立橘小学校に併設）

  - 5月 - 武雄町朝日村組合立実業青年学校の敷地に、以上中学校3校を統合の上、組合立中学校の設置が決定される。
- 1948年（昭和23年）7月 - 統合校舎の建設を開始。
- 1949年（昭和24年）
  - 3月 - 木造2階建て校舎（16教室）1棟と木造2階建て校舎（西半分）が完成。
  - 4月1日 - 「武雄町朝日村橘村組合立武雄中学校」が開校。
    - 新校舎には2・3年生を収容し、1年生は武雄小学校および旧・実践女学校校舎に収容し、分散授業を開始。

  - 12月 - 木造2階建て校舎（東半分）が完成し、全学年の生徒を収容。分散授業を終了。
- 1950年（昭和25年）10月 - 校歌を制定。
- 1951年（昭和26年）4月 - 木造2階建て校舎（職員室・講堂・特別教室等）が完成。
- 1954年（昭和29年）4月1日 - 町村合併・市制施行により「武雄市立武雄中学校」（現校名）に改称。
- 1956年（昭和31年）1月 - 朝日小学校校舎解体資材を利用し、体育館（後の武道館）が完成。
- 1957年（昭和32年）10月 - 校旗を選定。
- 1961年（昭和36年）
  - 3月 - 木造2階建て校舎（8教室）が旧グラウンドの位置に完成。
  - 5月 - 完全給食を開始。
- 1962年（昭和37年）12月 - ブラスバンド部が発足。
- 1963年（昭和38年）
  - 2月19日 - 出火により、第3棟・第4棟合わせて32教室を焼失。これにより、1・2年生は佐賀県立武雄高等学校校舎の一部、3年生は焼失を免れた中学校の教室を使用し、分散授業を余儀なくされる。
  - 7月 - 木造平屋建ての技術家庭科用教室が完成。
- 1964年（昭和39年）2月 - 鉄筋コンクリート造4階建ての新校舎が完成し、分散授業を解消。
- 1974年（昭和49年）4月 - 体育館が完成。
- 1976年（昭和51年）6月 - プールが完成。
- 1995年（平成7年）8月 - 室内大規模改装を実施。
- 1998年（平成10年）10月 - 給食室が完成。
- 2011年（平成23年）11月 - 普通教室棟新校舎が完成。
- 2012年（平成24年）3月 - 管理棟改修が完了。
- 2014年（平成26年）8月 - 武道館が完成。
- 2016年（平成28年）2月 - 新体育館が完成。
- 2017年（平成29年）3月 - 部室が完成。
- 2018年（平成30年）3月 - テニスコートが完成。

## 著名な出身者
- 山村亮（ラグビー選手）
- 青木理奈（ローカルタレント）

## 交通
最寄りの鉄道駅
- JR九州 佐世保線・西九州新幹線「武雄温泉駅」

最寄りのバス停留所
- 昭和バス・祐徳バス「武雄中学校前」・「武雄中学校裏」停留所

最寄りの幹線道路
- 佐賀県道24号武雄多久線 「武雄中学校前」交差点

## 周辺
- 素鵞神社
- 武雄市役所
- 武雄市立武雄小学校

## 参考資料
- 「武雄市史 中巻」（武雄市史編纂委員会, 1973年（昭和48年）1月30日）p.579～